# クリスティアーノ・ロナウド・ジュニア
クリスティアーノ・ロナウド・デュサンダス・アベイロ・ジュニア（Cristiano Ronaldo dos Santos Aveiro Júnior、2010年6月17日 - ）は、アメリカ・カリフォルニア州サンディエゴ出身のサッカー選手。アル・ナスルのユースアカデミー所属。ポジションはフォワード。

## 人物
2010年6月17日、アメリカ合衆国カリフォルニア州サンディエゴで生まれた。この出来事により、アメリカ国籍を持っている。父親はクリスティアーノ・ロナウドである。しかし、母親についてはプライベートを尊重して公表していない。
2015年に公開された『ロナウド』という映画では、ロナウド・ジュニアは、ストライカーとしてプレーする父とは異なり、大きくなったらゴールキーパーになりたいと父親に伝えていた。
父親からの教育は厳格で、コカコーラを飲んだりフライドポテトを食べたりすると父親から叱責されたり、自分の携帯電話を持つことを許されなかった。父親は「教育は私が彼に与えることができる最高のものです。」と答えた。

## クラブ経歴
2016年、レアル・マドリードのユースアカデミーに加入する。
2018年、ユベントスのユースアカデミーに加入。デビュー戦のルチェント戦で5-1の勝利を収めた親善試合で4ゴールを決めた。トリノでの最初のシーズンは、28試合で58ゴール18アシストを記録した。
2021年、マンチェスター・ユナイテッドのユースアカデミーに加入。
2023年、アル・ナスルのユースアカデミーに加入。

## 代表経歴
2025年5月、U-15ポルトガル代表に初選出され、5月13日のU-15日本代表戦でU-15ポルトガル代表デビューを飾った。